# Juan Francisco de Peñaranda
Juan Francisco de Peñaranda (fl. 1551-1571) fue un compositor y maestro de capilla español.

## Vida
Es muy poco lo que se conoce sobre Juan Francisco de Peñaranda. Se desconoce tanto su origen como su formación musical. Las primeras noticias que se tienen de él son de 1551, de su magisterio en la Colegiata de San Pedro de Soria. En ese año fue nombrado para el cargo con un salario de 12 ducados. En esta época Francisco de Peñaranda aparece como maestro de capilla de la Colegiata de Soria como firmante en un breve pontificio en una disputa judicial entre Martín Cortés Zúñiga, marqués del Valle, y su suegro, Pedro Ramírez de Arellano, conde de Aguilar, por una dote no pagada.
El 25 de junio de 1555 se decidió renovar al maestro en el cargo, ya que su mandato anterior había finalizado. Se le renovó el contrato «por otros tres años». Sin embargo, el 10 de julio de 1556 se le volvía a recibir «por otros tres años», sin que esté claro la razón de este proceder.
En 1559 se acababa el plazo de sus contratos y Peñaranda quiso partir. El cabildo, para retener a su maestro, decidió crear una ración para entregársela, «en vista de su habilidad y voz, y ser benemérito para que se la provea.» No debió ser una acción sencilla, ya que fueron necesarios tres tratados para gestionar el cambio.
El 16 de marzo de 1570 se presentó a unas oposiciones para el cargo de cantor en la capilla de música de la Catedral de Salamanca. Tuvo éxito en su empresa y se le concedió el cargo en Salamanca, «se le había dado y proveído por su habilidad». A su regreso a Soria para recoger sus bienes, el cabildo de Soria trató de retenerlo, ya que si se iba:

[...] haría gran falta en la dicha iglesia y servicio del coro della, ansí por su habilidad como por la voz, tecla y otras muchas partes que para ello tiene, y que no se hallará maestro de capilla que tenga la habilidad, voz y todo lo demás que él tiene.
Actas capitulares de la Colegiata de Soria

Se acordó ofrecerle 40 ducados y 60 más de fábrica, además de la ración. Sin embargo, el maestro decidió partir el 20 de abril de 1571.
A partir de ese momento se pierde el rastro del maestro Peñaranda.

## Obra
No se conservan composiciones suyas, ni en Soria, ni en Salamanca.